# Die Standarte
Pour plus de détails, voir Fiche technique et Distribution.
Die Standarte (en français : L'Étendard) est un film hispano-germano-autrichien d'Ottokar Runze, sorti en 1977.
Il s'agit d'une adaptation du roman d'Alexander Lernet-Holenia.

## Synopsis
1918, vers la fin de la Première Guerre mondiale. Le jeune fähnrich Herbert Menis vit avec Resa Lang, une demoiselle de compagnie, son premier amour. Mais il voit peu à peu son idéal disparaître peu à peu. Un régiment de soldats ruthéniens, polonais et galicien commence à se mutiner et à s'élever contre les supérieurs et donc la famille impériale. Menis reçoit de la main d'un camarade qui agonise l'étendard du régiment, le symbole de l'Empire qui vacille.
En recevant l'étendard, pour le fähnrich, maintenant cela va au-delà de la simple question de vie ou de mort : c'est une question d'honneur - la sienne et celle de la patrie. Témérairement depuis le champ de la bataille, il décide d'aller à Vienne. Ici, c'est l'automne. Menis voit alors l'Empereur quitter son château pour partir en exil. Il mesure trop tard la futilité de tout ce qu'il a fait : son régiment n'existe plus, beaucoup de ses camarades sont tombés, ses idéaux se sont brisées. Il ne lui reste plus que ce qu'il a défendu bravement, le symbole de son devoir de soldat, l'étendard, qu'il jette dans un feu de cheminée à l'intérieur du palais impérial.

## Fiche technique
- Titre : Die Standarte
- Réalisation : Ottokar Runze assisté de Christian Görlitz (de) et Michael Beier
- Scénario : Herbert Asmodi (de)
- Musique : Hans-Martin Majewski
- Direction artistique : Peter Scharff (de)
- Costumes : Annalisa Nasalli-Rocca
- Photographie : Michael Epp
- Son : José Almaraz, Wolfgang Löper
- Montage : Tamara Karabetian
- Production : Ottokar Runze
- Société de production : Neue Thalia-Film, Norddeutsche Filmproduktion, NDR, Ottokar Runze Filmproduktion, Producciones Cinematográficas Orfeo, ÖRF
- Société de distribution : Günther Wessel Fiklmverleih
- Pays d'origine :  Autriche,  Allemagne de l'Ouest,  Espagne
- Langue : allemand
- Format : Couleurs - 1.37:1 - Mono - 35 mm
- Genre : Film historique
- Durée : 120 minutes
- Date de sortie : 
  -  Allemagne de l'Ouest : 25 novembre 1977.
  -  Espagne : 1er juin 1978.
  -  Autriche : 8 décembre 1978.

## Distribution
- Simon Ward : Fähnrich Herbert Menis
- Verónica Forqué : Resa Lang
- Siegfried Rauch : Botenlauben
- Viktor Staal (de) : Anton
- Gerd Böckmann (de) : Anschütz
- Robert Hoffmann : Le cuisinier Klein
- Jon Finch : Charbinsky
- Peter Cushing : Baron Hackenberg
- Lil Dagover : L'archiduchesse
- Wolfgang Preiss : Le colonel
- Maria Perschy : Mordax
- Friedrich von Ledebur : Le général
- Erik Frey : Le lieutenant-colonel
- Rudolf Prack : Le serviteur à la cour
- Kurt Sowinetz : Le serviteur des cheminées
- Michael Janisch : Orbeliani